# Ситников, Николай Юрьевич
Никола́й Ю́рьевич Си́тников (2 января 1974 — 3 октября 1993) — российский военнослужащий, Герой Российской Федерации (1993, посмертно), рядовой.

## Биография
В 1991 году был призван на действительную военную службу во внутренние войска МВД РФ.
Служил в отряде специального назначения «Витязь». Сапёр.
Участвовал в подавлении вооружённого мятежа в Нальчикском следственном изоляторе. Во время командировки во Владикавказ участвовал в операциях по разоружению боевиков, сопровождению парламентеров, охране железнодорожных составов.
Погиб 3 октября 1993 года в телецентре «Останкино» в Москве во время массовых протестов против роспуска Съезда народных депутатов и Верховного Совета Российской Федерации. В тот день отряд «Витязь» получил задачу по охране телецентра с целью не допустить в здание противников Президента РФ Ельцина, желавших выйти в телевизионный эфир. Около полуночи обстановка вокруг охраняемого объекта резко обострилась, начался взаимный обстрел. На втором этаже здания раздался взрыв, который оборвал жизнь солдата.
Похоронен на кладбище Маслянино Новосибирской области.

## Версии гибели
Взрыв, унёсший жизнь бойца, «стал сигналом к началу активных действий», то есть к открытию огня по группе вооружённых сторонников Верховного Совета. По первоначальной официальной версии это был выстрел из гранатомёта РПГ-7В1 со стороны демонстрантов. В результате начавшейся перестрелки бойцы «Витязя», согласно официальным данным, убили 46 и ранили 124 человека из числа собравшихся у телецентра. Среди убитых были также иностранные журналисты (в частности, Рори Пек).
Расследование, проведённое Генпрокуратурой (следователем Леонидом Прошкиным), не обнаружило следов использованного взрывчатого вещества (были найдены только осколки). Следствием установлено, что выстрел из гранатомёта, имевшегося у сторонников Верховного Совета, не производился. На месте гибели рядового взрыва боевой части гранаты не было. Эти сведения позволили следствию трактовать события так, что «Ситников погиб не от выстрела из гранатомёта со стороны стоявших перед входом в АСК-3 сторонников Верховного Совета, <…> а в результате взрыва какого-то устройства, находившегося внутри здания, то есть у военнослужащих внутренних войск. Таким образом, была опровергнута версия руководителей обороны телецентра, что открытие огня на поражение явилось ответной мерой на выстрел из гранатомёта и убийство военнослужащего внутренних войск. <…>». События у телецентра Останкино рассматриваются оппозицией как провокация против демонстрантов, а гибель рядового — как событие, положившее начало гибели многих людей.
Командир 6-го отряда спецназа внутренних войск «Витязь» Сергей Лысюк в интервью «Российской газете» в 2003 году категорически опроверг версию следствия и комиссии Госдумы РФ:

Это говорит только о некомпетентности следствия. Ситников погиб от осколка тандемного заряда гранатомета РПГ-7 и посмертно был удостоен звания Героя России. Этот эпизод стал сигналом к началу активных действий.
В том же году в интервью газете «Московский Комсомолец» Леонид Прошкин заявил: «В частных беседах с командованием „Витязя“ я не раз задавал вопрос, чем и почему убили Ситникова. Многие признавали, что солдат был убит средствами спецназа, но что именно использовали для убийства, мы вряд ли уже узнаем.»

## Награды
- Герой Российской Федерации (7 октября 1993 года, посмертно) «За мужество и героизм, при выполнении специального задания».[9]

## Память
- Приказом Министра внутренних дел Российской Федерации зачислен навечно в списки личного состава части[10].
- В память о Николае Ситникове Росгвардия проводит общероссийский турнир по смешанным единоборствам[11].
- В память о Николае Ситникове Федерация тяжелой атлетики Новосибирской области проводит с 1994 года Первенство Новосибирской области среди юношей и девушек.[источник не указан 680 дней]